# Kim Hyun-sung
Kim Hyun-sung (* 27. September 1989 in Suwon) ist ein südkoreanischer Fußballspieler.

## Karriere

### Klub
Nach Stationen in Schulmannschaften wechselte Kim Anfang 2005 in die U18 des FC Seoul, von wo er ab 2008 für ein Jahr vorübergehend in die Universitätsmannschaft der Konkuk University wechselte. Ab Anfang 2009 war er fester Teil der ersten Mannschaft des Klubs. Hier erhielt er jedoch erst einmal keine Einsätze und wurde so Anfang 2010 bis zum Jahresende 2011 zum Daegu FC verliehen. Zumindest im zweiten Jahr bekam er hier dann auch durchgehend Einsätze und so stand er nach seiner Rückkehr zu Seoul dann auch hier zumindest hin und wieder im Kader. So gewann er mit seiner Mannschaft in der Saison 2012 dann auch die Meisterschaft.
Ab August 2012 wurde er dann aber erneut verliehen, diesmal nach Japan zu Shimizu S-Pulse. Hier verblieb er auch nur bis Ende des Jahres, spielte aber eigentlich in jeder Partie des Teams zumindest eine kleine Rolle. Nach seiner zweiten Rückkehr zu seinem Stammklub verblieb er nun auch fest im Kader des Teams und gewann in den nächsten Jahren auch noch einmal den Pokal. Allgemein erhielt er aber kaum Einsätze. Zum Jahresstart 2016 trennten sich die Wege von ihm und seinem Ausbildungsklub dann endgültig und er wechselte zu Busan IPark. Auch hier lief es erst eher schleppend und erst in der Saison 2018 konnte er in einer Saison eine zweistellige Zahl an Einsätzen vorweisen. Nach dieser Spielzeit kehrte er dem Klub dann aber auch wieder den Rücken und schloss sich dem Seongnam FC an. Hier stellte sich ein genau gespiegeltes Bild seiner Einsätze dar. Im ersten Jahr wurde er noch oft eingesetzt, dies verminderte sich aber in den beiden darauffolgenden Saisons. Auch hier hörte er so nach drei Jahren wieder auf und wechselte im Sommer 2021 weiter zu den Pohang Steelers, hier bekam er aber keine einzige Spielminute. So endete sein Vertrag auch nach der Saison und seit Anfang 2022 ist er ohne Klub.

### Nationalmannschaft
Nach den U-Mannschaften war sein einziges bekanntes Spiel für die südkoreanische Nationalmannschaft am 14. August 2013 bei einem 0:0-Freundschaftsspiel gegen Peru. Hier wurde er zur 69. Minute für Cho Chan-ho eingewechselt.
Zuvor war er noch Teil der Mannschaft bei den Olympischen Spielen 2012 in London. Hier belegte er mit seiner Mannschaft den dritten Platz und erhielt somit eine Bronzemedaille.